# Бишалабы
Бишала́бы (тат. Бишалаб) — деревня в Камско-Устьинском районе Республики Татарстан, в составе Староказеевского сельского поселения.

## География
Деревня находится на реке Большой Шакян, в 39 км к северо-западу от районного центра — посёлка городского типа Камское Устье.

## История
Основание деревни как выселка из села Старое Казеево относят к XVII веку.
В сословном плане, в XVIII веке и вплоть до 1860-х годов, жителей деревни причисляли к государственным крестьянам. В XVIII столетии в деревне также проживали русские помещичьи крестьяне. В XVIII - XIX столетиях основными занятиями жителей деревни являлись земледелие (в начале XX века земельный надел сельской общины составлял 644 десятин), скотоводство, лесозаготовительный и портняжный промыслы.
В «Списке населенных мест по сведениям 1859 года», изданном в 1866 году, населённый пункт упомянут как казённая деревня Казыево Бишалапы (Трикабак) 1-го стана Тетюшского уезда Казанской губернии. Располагалась при речке Чичи, по правую сторону Казанского торгового тракта, в 42 верстах от уездного города Тетюши и в 25 верстах от становой квартиры в казённом селе Новотроицкое (Сюкеево). В деревне в 87 дворах жили 427 человек (211 мужчин и 216 женщин). Была мечеть.
По сведениям из первоисточников, в начале XX века действовали мечеть (закрыта в 1931 г.), мектеб, 2 ветряные мельницы, крупообдирка, 2 мелочные лавки.
До 1920 года деревня входила в Больше-Кляринскую волость Тетюшского уезда Казанской губернии. С 1920 года в составе Тетюшского, с 1927 года – Буинского кантонов ТАССР. С 10 августа 1930 года в Камско-Устьинском, с 1 февраля 1963 года в Тетюшском, с 12 января 1965 года в Камско-Устьинском районах.
В 1931 году в деревне был организован колхоз, в 1993–2002 годах деревня в составе ассоциации крестьянских хозяйств им. Ленина, в 2003–2013 годах — общества с ограниченной ответственностью «Агрофирма «Камско-Устьинская».

## Население
| 1782 | 1859 | 1884 | 1897 | 1908 | 1920 | 1926 | 1938 | 1958 | 1970 | 1979 | 1989 | 2002 | 2010 | 2017 |
| ---- | ---- | ---- | ---- | ---- | ---- | ---- | ---- | ---- | ---- | ---- | ---- | ---- | ---- | ---- |
| 118  | 428  | 665  | 635  | 688  | 584  | 343  | 232  | 201  | 163  | 116  | 45   | 37   | 28   | 27   |

.
Национальный состав
Согласно результатам переписи 2002 года, в национальной структуре населения села татары составляли 100% из 34 человек.

## Экономика
Жители работают преимущественно в ООО «Большие Кляри».

## Инфраструктура
В селе 2 улицы. Через село проходит автобусный маршрут «Камское Устье — Караталга».